# Luchtmans (geslacht)
Luchtmans is een Nederlandse familie die aan de wieg stond van een van de oudste uitgeverijen van Nederland.

## Geschiedenis
De stamreeks begint met Jordaan Luchtmans die in Woudenberg woonde en daar na 1650 overleed. Zijn kleinzoon Jordaan (1652-1708) vestigde zich in Leiden in 1683 als boekdrukker en boekverkoper en werd daarmee de stichter van de nog steeds bestaande uitgeverij Koninklijke Brill NV, totdat deze werd 'overgenomen' door de familie Brill.
In 1918 werd de familie opgenomen in het genealogische naslagwerk Nederland's Patriciaat.

## Enkele telgen
Jordaan Luchtmans (1652-1708), 1683 als boekdrukker en boekverkoper in Leiden, hoofdman van het boekverkopersgilde 1795-
- Samuel Luchtmans (I) (1685-1757), boekhandelaar en boekdrukker
  - Samuel Luchtmans (II) (1725-1780), boekhandelaar en boekdrukker
    - Samuel Luchtmans (III) (1766-1812), boekhandelaar en boekdrukker

  - Johannes Luchtmans (1726-1809), boekhandelaar en boekdrukker
    - Magdalena Henriëtta Luchtmans (1769-1799); trouwde Everhardus Bodel Nijenhuis (1765-1816), arts
      - dr. Johannes Tiberius Bodel Nijenhuis (1797-1872), uitgever en naamgever van de Bodel Nijenhuis Collectie

  - prof. dr. Pieter Luchtmans (1733-1800), medisch doctor, hoogleraar te Utrecht
    - Cornelis Jan Luchtmans (1777-1860)
      - dr. Pieter Johannes Cornelis Luchtmans (1810-1869), medisch doctor
        - Catharina Jacoba Luchtmans (1843-1919); trouwde in 1870 met mr.  Adrianus Petrus de Lange (1843-1897), lid van de gemeenteraad van Alkmaar, lid van de Tweede Kamer
          - prof. dr. Cornelia Catharina de Lange (1871-1950), kinderarts en hoogleraar kindergeneeskunde aan de Universiteit van Amsterdam

Geslachten die opgenomen zijn in het sinds 1910 verschijnende genealogische naslagwerk Nederland's Patriciaat. Lijst volgens opgave van het CBG Centrum voor familiegeschiedenis.
A · B · C · D · E · F · G · H · I · J · K · L · M · N · O · P · Q · R · S · T · U · V · W · Y · Z